# Alvarenga (Minas Gerais)
Pour les articles homonymes, voir Alvarenga.
Alvarenga est une municipalité brésilienne de l'État du Minas Gerais et la Microrégion d'Aimorés.